# EVRC
Enhanced Variable Rate CODEC (EVRC) est un format de compression audio utilisé dans les réseaux mobiles CDMA.
Il a été développé en 1995 pour remplacer le codec voix QCELP qui consommait plus de bande passante sur les réseaux de téléphonie. Le premier objectif d'EVRC était donc de pouvoir offrir aux opérateurs mobiles une meilleure utilisation de leur réseau sans pour autant accroître les capacités physique du réseau. 
EVRC utilise la technologie RCELP qui, selon Qualcomm, améliore la qualité audio avec un faible débit.
EVRC compresse toutes les 20 millisecondes à 8 000 Hz, un échantillon de 16-bit (en entrée) en trame de trois tailles possibles: plein débit (full rate) - 171 bits (8.55 kbit/s), 1/2 débit (half rate) - 80 bits et 1/8 débit (eighth rate) – 16 bits. Le débit 1/4 (40 bits) ne faisait pas partie des spécifications à l'origine et fait partie du codec EVRC-B.  
Une trame de taille nulle fait partie des spécifications pour les trames 'null' et effacement, elle est utilisée en cas de "blanc" (silence) pendant la conversation. Le débit 1/8 n'est pas prévu pour les signaux de voix, mais plutôt pour les bruits de fond. De par le contrôle "à la source" de ce codec, le débit moyen fluctue selon les conditions du réseau, mais dans la plupart des cas, il est autour de 6 kbit/s.
EVRC a été remplacé par SMV qui préserve la qualité sonore tout en améliorant les capacités du réseau.
Cela dit, SMV a lui aussi été remplacé par le CDMA2000 4GV codecs. 4GV est la version suivante du codec EVRC-B normalisé par le  3GPP2. 4GV est défini pour permettre aux fournisseurs de service de donner dynamiquement une priorité à la diffusion de la voix dans le réseau quand cela s'avère nécessaire.
EVRC peut aussi être utilisé dans un container 3GPP2 - 3G2.